# The Untold Story
Pour plus de détails, voir Fiche technique et Distribution.
The Untold Story est un film hongkongais réalisé par Herman Yau sorti en 1993.

## Synopsis
Wong, un petit escroc spécialiste du mahjong, s'exile à Macao après avoir assassiné un homme. Il devient serveur dans un restaurant et reprend ses activités d'escroc notamment en trichant et forçant son patron a lui céder en gage son enseigne. À la suite de son refus obstiné, Wong, pris de folie, massacre un à un sa femme et ses enfants. Il décide ensuite de les dépecer et les cuisiner sous forme de brioches qu'il sert ensuite aux clients. Depuis quelques mois, personne n'a de nouvelles du patron et de sa famille. Par hasard, des restes appartenant à l'un des membres de la famille sont retrouvés par les autorités. L'officier Lee et son équipe sont sur l'affaire...

## Distribution
- Anthony Wong Chau-sang : Wong Chi Hang
- Danny Lee : officier Lee

## Autour du film
- Tiré de faits réels, ce film est considéré avec son remake Ebola Syndrome comme la référence des films hongkongais de Catégorie III[1].
- Anthony Wong a obtenu le Hong Kong Film Awards du meilleur acteur pour ce film en 1994.
- Film symptomatique de la "Catégorie III", toutes les déviances possibles et imaginables sont présentes dans ce film : infanticide, viol, urophilie, etc.
- Selon certaines sources, le film aurait été coréalisé par Danny Lee, acteur et producteur de The Untold Story. Bien que, selon les dires de Herman Yau en personne, ce ne soit pas le cas, même s'il reconnaît que Lee s'est beaucoup impliqué lors du tournage.

Film interdit aux moins de 18 ans avec avertissement pour ultra violence gore et extrême graphisme.